# Roorback
Roorback is het negende album van de Braziliaanse metalband Sepultura. Het album is uitgebracht in 2003. De alternatieve elementen van de voorgaande twee albums worden enigszins doorgezet maar zijn niet zo prominent meer, het gemiddelde tempo van de nummers op dit album ligt een stuk hoger dan de drie voorgaande albums door de toevoeging van meer hardcore punk en thrashmetal elementen.

## Tracks
1. "Come Back Alive"
2. "Godless"
3. "Apes of God"
4. "More of the Same"
5. "Urge"
6. "Corrupted"
7. "As It Is"
8. "Mind War"
9. "Leech"
10. "The Rift"
11. "Bottomed Out"
12. "Activist"

## Bezetting van de band tijdens opname
- Derrick Green
- Igor Cavalera
- Andreas Kisser
- Paulo Jr.